# Cecília de Roma
|  | «Santa Cecília» redirigeix aquí. Vegeu-ne altres significats a «Santa Cecília (desambiguació)». |

Cecília (en llatí Caecilia) hauria sigut una dona romana, màrtir al segle III per la seva fe cristiana. És venerada com a santa per diverses confessions cristianes, i és la patrona dels músics perquè, mentre s'estava morint, hauria cantat a Déu. L'autenticitat de la seva existència és discutida.

## Vida i llegenda

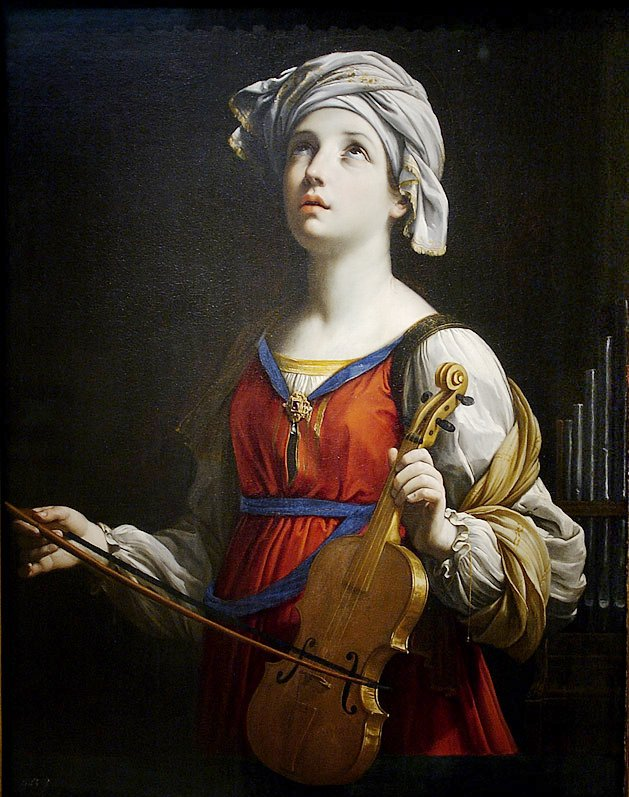
Santa Cecília per Guido Reni, 1606

Durant molt de temps se suposava que era una dama de Roma que, amb el seu marit Valerià, el seu germà Tiburci i un soldat romà anomenat Màxim, va patir martiri l'any 230, quan manava l'emperador Alexandre Sever. Cecília, en casar-se, havia acordat amb Valerià mantenir la virginitat i consagrar-la a Déu.
Segons la llegenda, el martiri de Cecília va ser després del del seu marit i el del seu germà, ordenats pel prefecte Almaqui Turci: Cecília va enterrar cristianament els seus cadàvers, raó per a la qual també va ser detinguda i forçada a renegar de la fe. Cecília va preparar casa seva com una església abans que fos arrestada. Els funcionaris de l'emperador van intentar matar-la llançant-la a l'aigua bullent (o ofegada a la banyera de casa seva, o pel fum d'una gran foguera, segons diverses versions), però no va morir i aleshores van decidir decapitar-la. El botxí va intentar decapitar-la tres vegades sense èxit, i això el va trasbalsar tant que va fugir. Cecília va sobreviure encara tres dies abans de morir. Aquests darrers tres dies de la seva vida, va obrir els ulls, va mirar la família i els amics que envoltaven la seva cel·la, els va tancar i mai més no els va tornar a obrir. La gent que omplia la seva cel·la va saber de seguida que seria una santa dalt del cel.
Altres escriptors diuen que va morir a Sicília, al regnat de l'emperador Marc Aureli, entre l'any 176 i el 180.

## Veneració
Cecília hauria sigut sebollida a les catacumbes de Sant Cal·lixt, a Roma. El 821, Pasqual I va fer-ne traslladar les restes a l'església de Santa Cecilia in Trastevere, església construïda al segle v en honor seu a Roma. El 1599, va ser restaurada per ordre del cardenal Paolo Emilio Sfondrati; llavors va trobar-s'hi el sarcòfag amb el cos de la santa, en bon estat de conservació. El cos hauria tingut tres dits estesos a una mà i, a l'altra mà, un sol dit, cosa que es va interpretar com a demostració de la seva creença en la Santíssima Trinitat. El cardenal, llavors, va encarregar a l'escultor Stefano Maderno (1566-1636) una escultura que reproduís l'aspecte i posició del cos de Cecília, tal com s'havia trobat: aquesta escultura es troba sota l'altar major de l'església. El crani de Santa Cecília es manté com una relíquia a la catedral de Torcello.
La seva festa la celebren els catòlics, els ortodoxos orientals i les Esglésies Catòliques Orientals el 22 de novembre. És una de les set dones, tret de la Mare de Déu, que es commemora pel seu nom al Cànon de la missa.

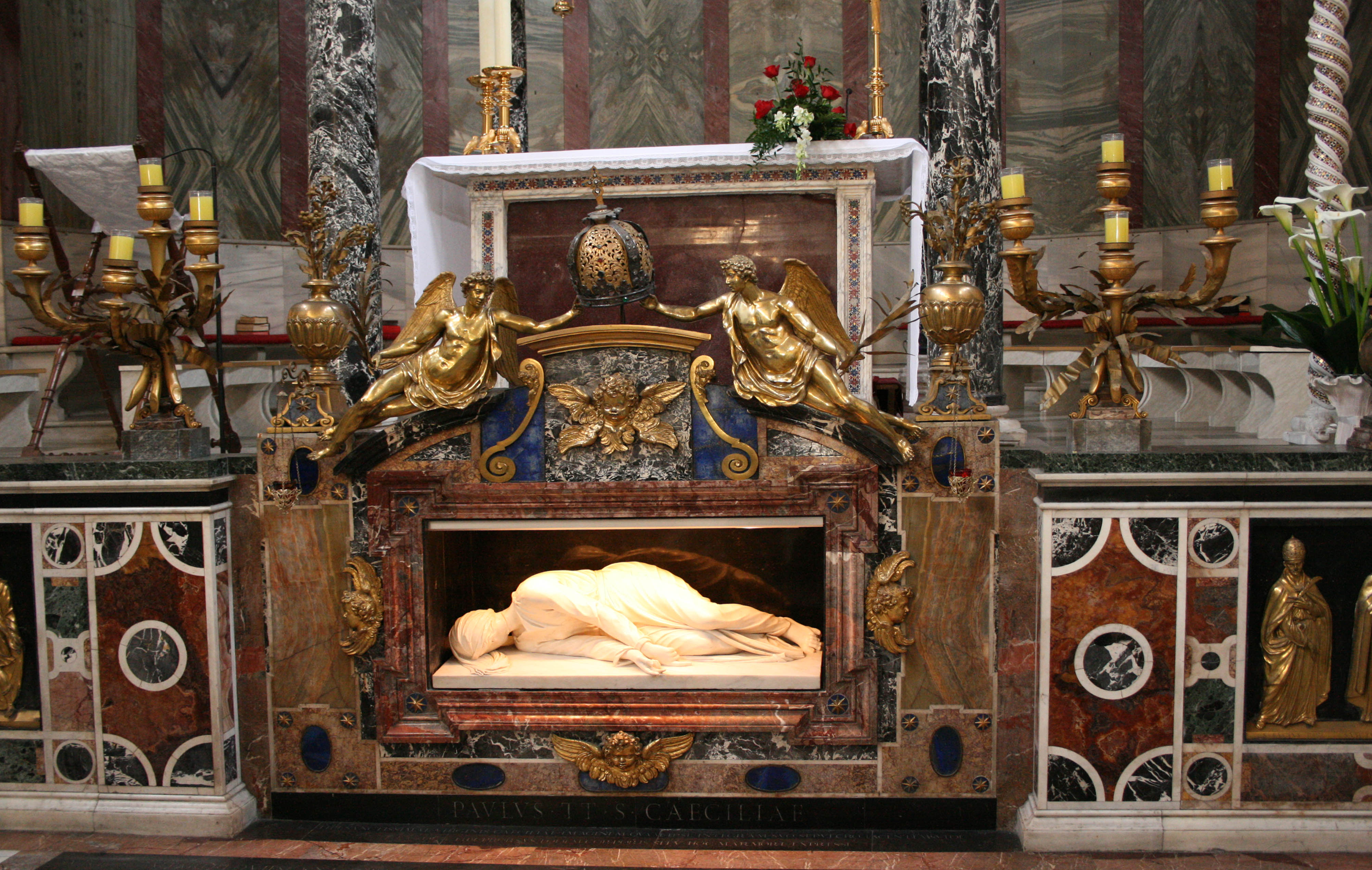
Altar de S. Cecilia in Trastevere, sobre la tomba de la santa
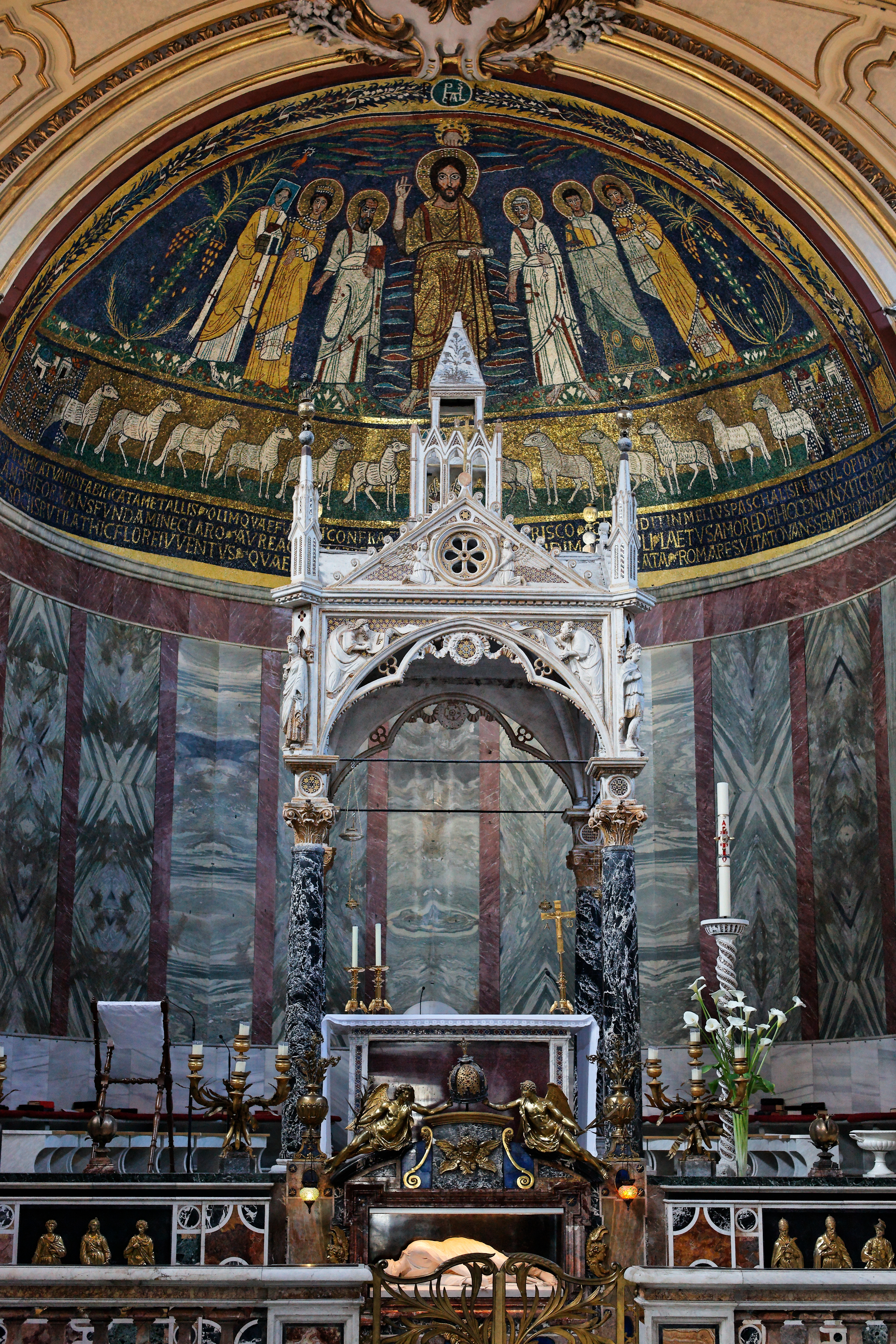
Absis i baldaquí de S. Cecilia in Trastevere
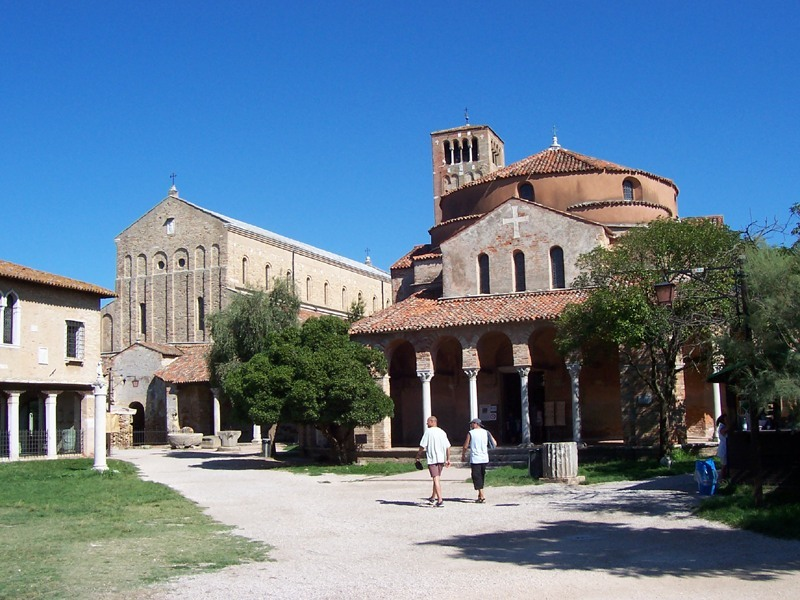
Catedral i església de S. Fosca, on es guarda el crani de la santa

### Patrona dels músics d'església
La fama musical de Cecília es basa en la llegenda de la seva mort, que diu que mentre moria a causa del martiri, anava pregant Déu tot cantant-li. Sembla que se la va començar a relacionar amb la música cap al segle xv; aviat es va fer popular, i el 1594, Gregori XIII va proclamar-la patrona de la música. Van fer-se diverses festes en honor seu, la primera de les quals va tenir lloc a Normandia. Poc més de cent anys després, la moda va arribar a Anglaterra travessant el canal de la Mànega, i Henry Purcell li va compondre tres odes el 1683. Altres obres musicals dedicades a santa Cecília són l'himne de Benjamin Britten (basat en un text de W.H. Auden), un himne de Herbert Howells, un d'Alessandro Scarlatti, o l'obra Messe Solennelle de Sainte Cécile de Charles Gounod, o l'oda Déu vos salve, Cecília brillant! i l'òpera, Cecília, de Licinio Refice del 1934. El músic belga Joseph Ryelandt (1870-1965) va estrenar l'òpera Sainte Cécile, amb llibret de Charles Martens, el 1907, a Anvers.
En la seva època de màxima esplendor, la diada de la santa era una gran festa amb missa solemne i processons on intervenien gran quantitat de músics amb tot tipus d'instruments. A Barcelona, aquest dia era un gran esdeveniment que aplegava tots els amants de la música. Després de la processó, els músics s'escampaven pels carrers i les diferents places de la ciutat per alegrar el veïnat. Els guitarristes barcelonins, anomenats sonadors, tenien especial protagonisme en el decurs de la celebració.
Innombrables pintures i vitralls la representen tocant l'orgue. Està representada a la pintura L'èxtasi de Santa Cecília de Rafael a Bolonya, i també a quadres de Rubens a Berlín, el Domenichino a París i molts d'altres. En la literatura, és commemorada especialment per l'obra Seconde Nonne de Chaucer, i la famosa oda de John Dryden, amb música de Haendel el 1736, i més tard per Sir Hubert Parry (1889).
Sankt Cecília és el títol d'una cançó de 1984 cantada per la sueca Lotta Pedersen i Göran Folkestad al Melodifestivalen suec d'aquell any. A més a més, el grup musical americà de pop-rock Jars of Clay va començar el seu àlbum Cançons de Nadal del 2007 amb un tema instrumental titulat "El regal de santa Cecília".
Als bitllets de 20 lliures esterlines britànics, hi havia una imatge de santa Cecília acompanyada pel compositor Sir Edward Elgar, des de 1999 fins al 2007.

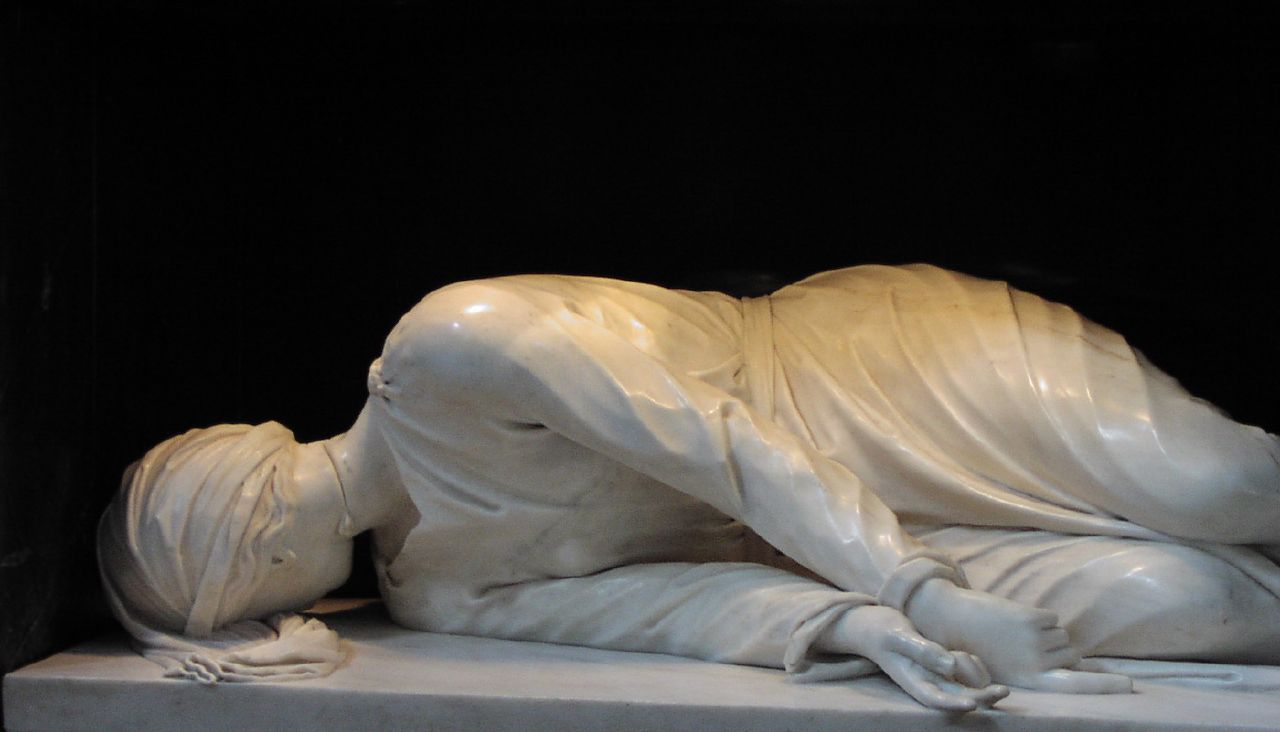
Cos de Santa Cecília, de Stefano Maderno (Roma, S. Cecilia)
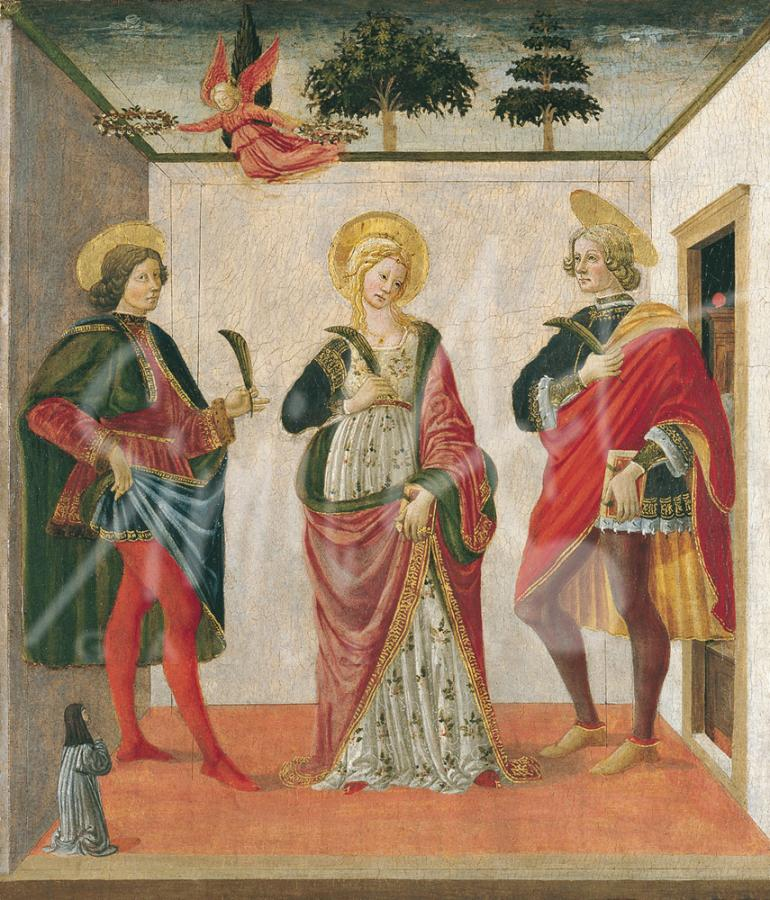
Santa Cecília, sant Valerià i sant Tiburci, per Botticini
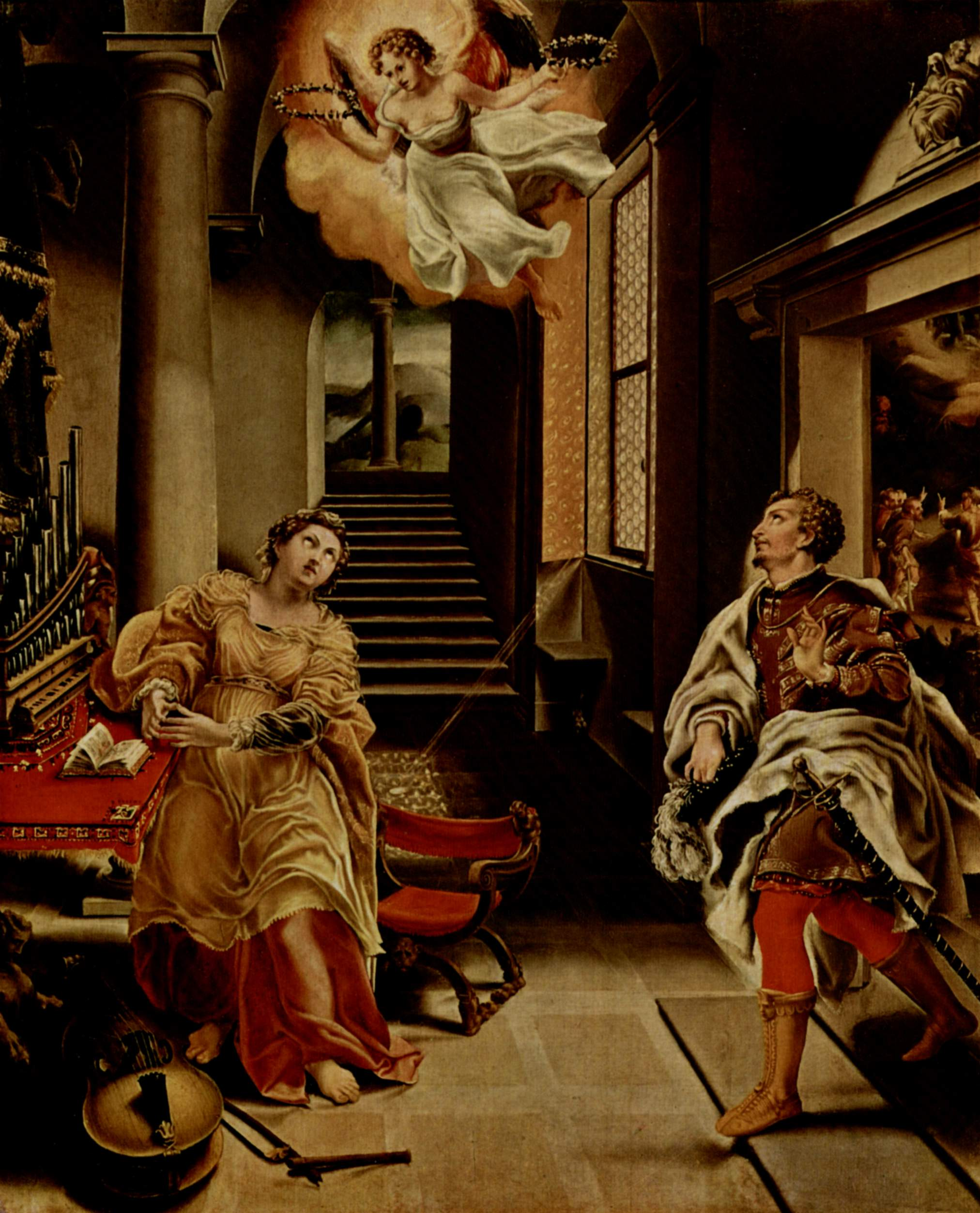
Santa Cecília i sant Valerià
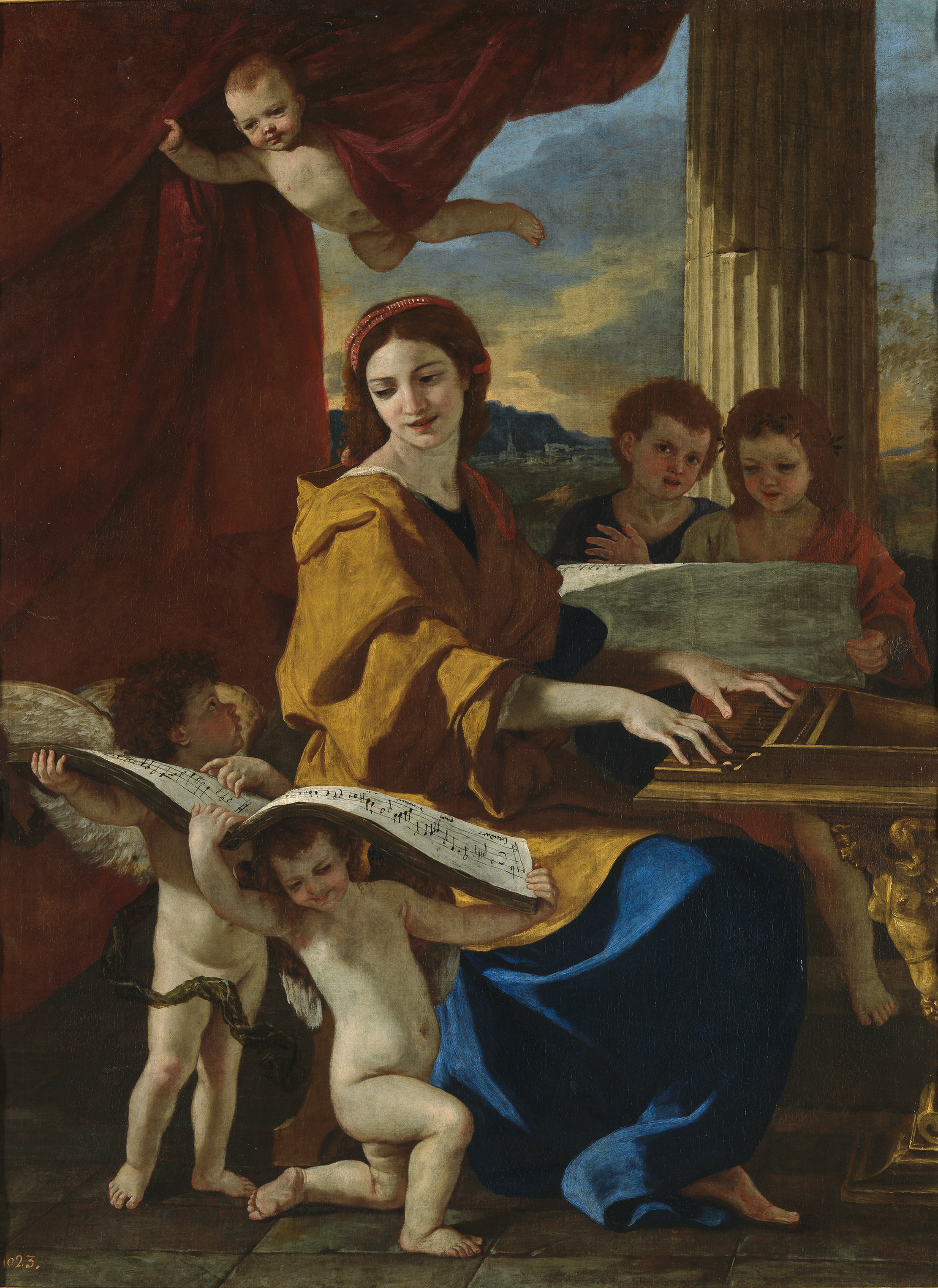
Santa Cecília, per Nicolas Poussin
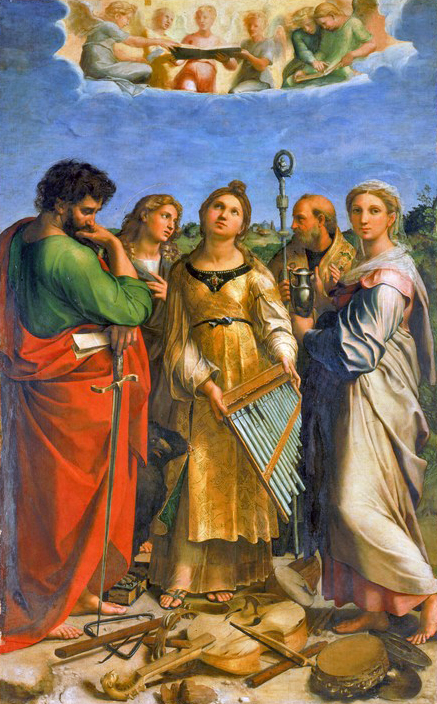
Santa Cecília, en un quadre de Rafael
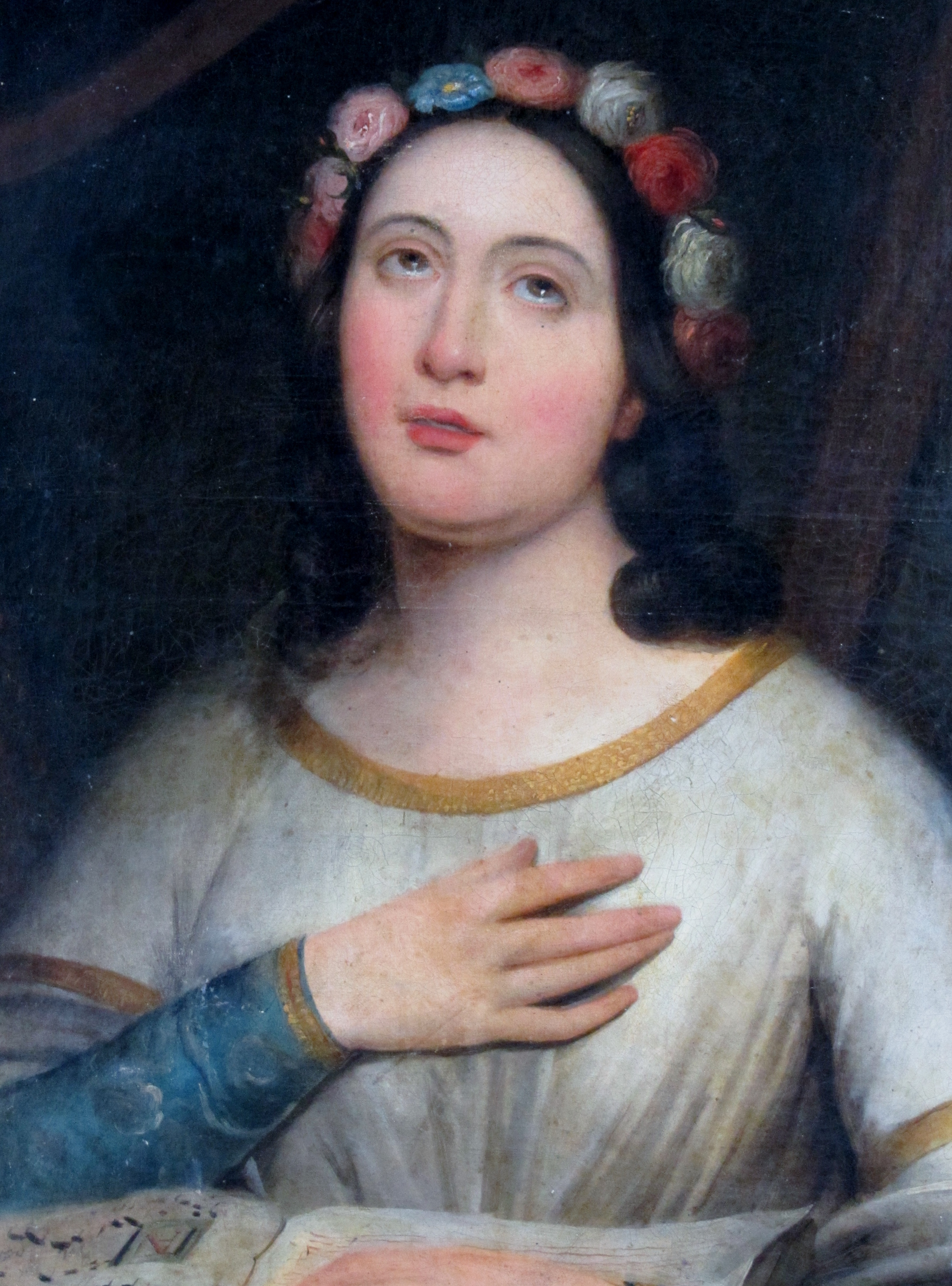
Santa Cecília, per Raymond Monvoisin

## Significat del nom
El seu nom en llatí s'ha traduït tradicionalment com «El camí dels cecs», tot i que Chaucer explica en el conte de la Nonne Seconde, dins els Contes de Canterbury, que el seu nom té cinc interpretacions possibles, essent cadascuna una descripció de les diferents virtuts i qualitats de la santa. Aquestes cinc interpretacions són: Lliri del cel, Camí dels cecs, Contemplació del cel i de la vida activa, Manca de ceguesa i Paradís per a ser contemplat per les persones. Malgrat això, aquestes interpretacions són falses.
Una variant del nom és Cèlia.